# Ofotfjord

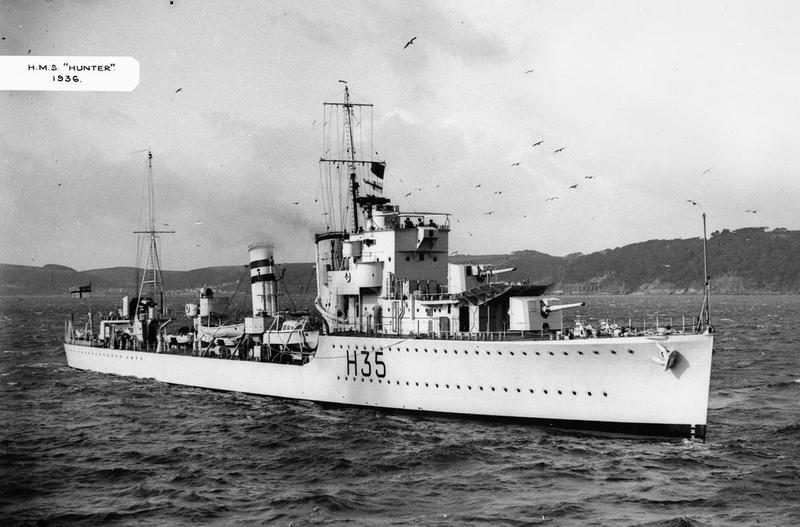
HMS Hunter (H35)

De Ofotfjord (Noors: Ofotfjorden) is een fjord in de provincie Nordland in Noord-Noorwegen. 
Ofotfjord is afgeleid van de Oudnoordse plaatsnaam Ófóti en van het Oudnoordse woord fótr dat 'voet' betekent. De Ofotfjord heeft namelijk een beetje de vorm van een voet.
De Ofotfjord is 78 kilometer lang en staat daarmee op de twaalfde plaats in Noorwegen. Het diepste punt ligt op 544 meter onder de zeespiegel, waarmee het een achttiende plaats in dit Scandinavische land inneemt.
Aan de oostzijde ligt de havenstad Narvik. Andere omliggende gemeenten zijn onder meer Tjeldsund, Evenes en Ballangen. De rondom de Ofotfjord gelegen bergen reiken tot een hoogte van 1700 meter. Tot op een hoogte van 500 meter zijn ze begroeid met berken.
De Ofotfjord is visrijk met kabeljauw, makreel ('s zomers en 's winters) en haring ('s winters).
De Ofoten, een historisch landschap rondom deze fjord, danken hun naam aan de Ofotfjord.
Tijdens de Tweede Wereldoorlog vonden hier in april 1940 zware gevechten plaats. Nadat de Duitsers Noorwegen waren binnengevallen, trachtte de Britse vloot onder meer Narvik - tevergeefs - te ontzetten. Op 5 maart 2008 werd met behulp van sonarapparatuur de ligging van een sinds die tijd gezonken torpedobootjager ontdekt, de HMS Hunter (H35).